# Шалопай (фильм)
«Шалопа́й» (англ. Mischief) — американская молодёжная романтическая комедия, повествующая о взаимоотношениях между парнями и девушками. Премьера состоялась 8 февраля 1985 года. Фильм был снят в Нельсонвиле (Огайо, США). Рейтинг ААК — R (Restricted): Подростки до 17 лет допускаются на фильм только в сопровождении одного из родителей либо законного представителя.

## Сюжет
Джонатану (Даг МакКиэн), парню не умеющему общаться с девушками, приходит на помощь новый друг-ловелас Джин (Крис Нэш). Их жизнь становится насыщеной драками, любовно-эротическими и комическими сценами после знакомства с Банни (Кэтрин Мэри Стюарт) и Мэрилин (Келли Престон).

## В ролях
- Кэтрин Мэри Стюарт
- Даг МакКиэн
- Келли Престон
- Крис Нэш
- Герц, Джейми
- Мэгги Блай — Клэр Миллер
- Грэхам Джарвис
- Терри О’Куинн

## Перевод
В русском переводе НТВ+ режиссёр Алексей Сафонов, звукорежиссёр Александр Зубов, перевод Татьяны Ильиной, текст читали Людмила Гнилова и Александр Белый.